# Copley (Virginia Occidental)
Copley es un área no incorporada ubicada dentro del Distrito Courthouse-Collins, una división civil menor del condado de Lewis (Virginia Occidental), Estados Unidos. Está catalogada como un asentamiento humano por la Junta de Nombres Geográficos de los Estados Unidos.
El número de identificación (ID) asignado por el Servicio Geológico de Estados Unidos es 1549640.

## Geografía
Se encuentra a una altitud de 243 metros sobre el nivel del mar (797 pies) según el conjunto de datos de elevación nacional.